# Kim Noorda
Kim Noorda (Amsterdã, 22 de abril de 1986) é uma modelo neerlandesa. 
Iniciou a sua carreira de modelo em 2003 após ter sido descoberta pelo scout Wilma Wakker. É representada pelas agências DNA Model Management, Viva Models, Why Not Models e Wilma Wakker. É o rosto de Bulgari, Omnia, e do perfume Crystalline.
Noorda foi fotografada por Peter Lindbergh e participou de shows de moda para Chanel, Burberry, Prada e Dolce & Gabbana. Foi capa da Vogue (Brasil), Vogue (Rússia), Vogue Beauty (Japão), Madame Figaro, D, Marie Claire (Itália), Revista Elle (Países Baixos), e Avantegarde (Países Baixos).